# Ronde van Frankrijk (stripreeks)
De Ronde van Frankrijk was een jaarlijkse stripreeks die van 1947 tot en met 1964 in Het Vrije Volksblad  en Het Volk liep en getekend werd door Marc Sleen. Het was een verslag van de Ronde van Frankrijk waarin Sleen dagelijks elke rit op humoristische wijze samenvatte in één cartoon-strookje.

## De reeks
In de cartoons figureerden karikaturen van alle bekende wielrenners uit die tijd. De meeste grappen bestonden uit typische ironische Sleen-humor, woordspelingen  (een “wieltjeszuiger” werd bijvoorbeeld letterlijk in beeld gebracht) en sarcastische grappen rond de nooit winnende Belgische ploeg. Ook bekende politici uit die tijd hadden af en toe een cameo, evenals stripfiguren uit Sleen’s andere reeksen. 
In 1948 reisde Sleen nog mee met de overige journalisten en Belgische ploegleider Romain Maes, maar tijdens de jaren erop tekende hij thuis terwijl hij het verslag op de radio volgde. Vaak tekende hij alvast het lichaam van de toekomstige ritwinnaar en wachtte dan tot de uitslag bekend was voor hij het gezicht erop tekende. Later die dag kwam een man dan per motor zijn tekeningen oppikken en naar de redactie in Gent rijden, zodat ze twee uur later in de extra sporteditie konden verschijnen. 
De reeks werd samen met Sleen’s overige series stopgezet in 1965, toen hij de overstap maakte naar De Standaard. Afgezien van deze reeks illustreerde Sleen ook nog de boeken “Figuren uit de Tour” en “Humor en Tragiek uit de Tour” door Jan Cornand. Tevens verzorgde hij illustraties voor “reporter 17” Hubert Van De Vijver.  Andere striptekenaars probeerden de reeks voort te zetten, maar konden het succes niet evenaren. 
In 1992 werden alle strookjes gebundeld door Frans Lodewijckx in het boek “De Grote Rondes van Marc Sleen”. Elk hoofdstuk werd voorzien van de beste commentaarteksten van sportverslaggevers Michel Casteels, Jan Cornand, Jérome Stevens, Willy Hofmans en  André Blancke. De bundeling is echter niet helemaal compleet, gezien de laatste stroken van de edities uit 1948 en 1949 verloren zijn gegaan.

## Meer informatie
- AUWERA, Fernand, en SMET, Jan, Marc Sleen, Uitgeverij Edicon/Standaard Uitgeverij, Antwerpen, 1985, blz. 116-117
- LODEWIJCKX, Frans, “De grote rondes van Marc Sleen”, Uitgeverij Reinaert-Het Volk, Gent, 1992